# Resolució 1359 del Consell de Seguretat de les Nacions Unides
La Resolució 1359 del Consell de Seguretat de les Nacions Unides, adoptada per unanimitat el 29 de juny de 2001 després de reafirmar totes les resolucions anteriors del Sàhara Occidental, en particular la resolució 1108 (1997), el Consell va ampliar el mandat de la Missió de Nacions Unides pel Referèndum al Sàhara Occidental (MINURSO) fins al 30 de novembre de 2001.
El Consell de Seguretat va reiterar el seu suport als esforços de la MINURSO i les Nacions Unides i els acords adoptats per Marroc i el Front Polisario per celebrar un referèndum lliure i just d'autodeterminació per al poble del Sàhara Occidental segons el Pla de Regularització. Va assenyalar propostes del Front Polisario per superar els obstacles entre les dues parts i també va tenir en compte un memoràndum per part d'Algèria.
En l'ampliació del mandat de la MINURSO, la resolució recolza els esforços del secretari general Kofi Annan de convidar a totes les parts a les converses per discutir un acord marc i negociar qualsevol canvi. Va subratllar que no s'hauria d'acordar res en general fins que s'hagués acordat tot entre les parts. Es va instar a les parts a resoldre el problema de les persones desaparegudes i alliberar els detinguts des de l'inici del conflicte en compliment del dret internacional humanitari.
Finalment, es va requerir al Secretari General que realitzés una avaluació al final del seu mandat actual i sobre el futur de la MINURSO.